# Цонтарой
Цонтарой (чечен. ЦӀонтарой) — один из наиболее многочисленных чеченских тайпов. Входит в тукхум Нохчмахкахой. Цонтароевцы по происхождению есть также среди чеченцев-ауховцев. В настоящее время представители тайпа расселены по всей Чеченской Республике.

## Состав
Тайп делится на три ветви (чечен. гар): в ЦIонтара: в Иэжа-Эвла (баьрча-эвлахой: ӀонтӀи-некъе, Хьади-некъе, Аькхди-некъе, Бури-некъе), КӀорни-некъе, Оки-некъе (наиб имама Алибек-Хаджи, Сулиман принадлежит к этой фамилии), Байди-некъе, Эциг-некъе, БуьцӀи-некъе, в Ӏаьлбиг-Эвла — Битар-некъе, Ӏемирхан-некъе, Идарза-некъе, ГӀардайн-некъе.
Тезакаллой (чечен. Тезакхаллой) — родовым селом некъе является Тазен-Кала. Некъе имеет родовую гору Тезакаллойн лам чечен. Тезакхаллойн лам «Тезакхаллойцев гора».
Название тезакхаллой образовано от имени прародителя «Теза» и «кхаьлла» «поселение».

## История

### Возникновение

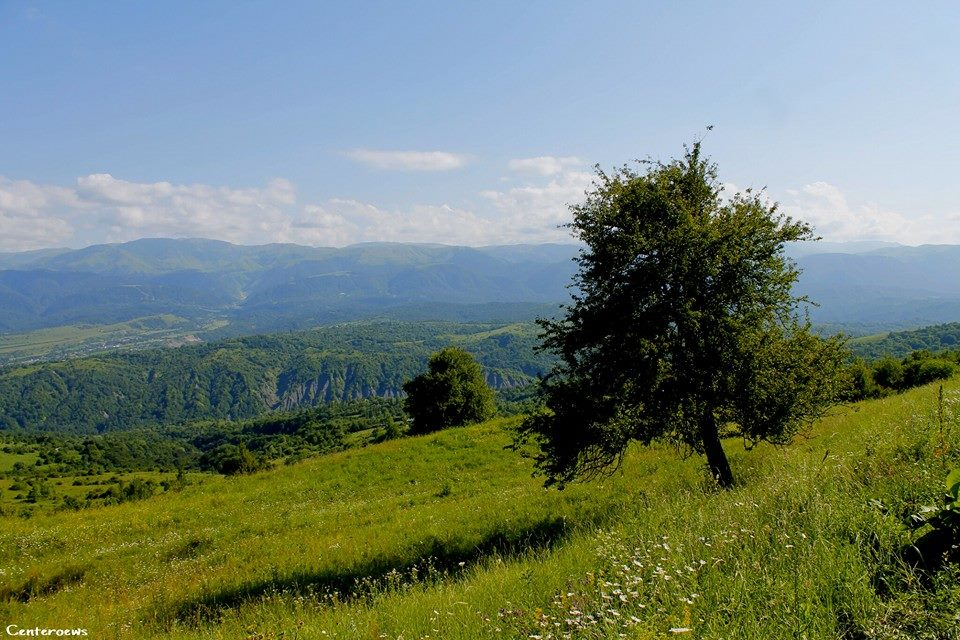
Окрестности Центороя

Согласно цонтароевскому преданию, село было основано переселенцами из общества Нашха современного Галанчожского района.
Называют разные даты основания села: от 400 до 1000 лет назад.
Согласно цонтароевскому преданию, которое было записано русским чиновником в 1867 году, село было основано выходцем из области Нашха Галанчожского района Сунтаром (варианты произношения: Синтар, Соьнтар) во второй половине XII века: «Цонтари — выходцы из аула Нашахэ. Первый из них, имя которого было Сунтар, основал Цонтароевский аул лет 700 тому назад. Цонтари расположен при притоке р. Аксая, на горе, по соседству с которой, на юге, находится гора Кеттеш-Корт. Гора эта, по преданию, ичкеринцев, служила сборным пунктом людей от всех обществ, для установления адата — обычая, вызванного стремлением первых здешних обитателей к социальной жизни.». Старейшины села, арабист Садо-Мулла Шемильханов (ум. в 1967), знаток истории села Ӏабду-Рашид Идалов (ум. в 1973), передавали, что Центорой был основан 850 лет назад, а цонтароевский старейшина и известный в Чечне арабист Кабил Мусхаджиев (ум. в 1983) утверждал, что село основано около 1000 лет назад.
Житель Центороя историк-краевед Шайхмагомед Вадудов считал, что село было основано 500 лет назад: «Но Центороя, который стоял почти 500 лет, сегодня, к сожалению, нет. Он уничтожен в ходе Второй чеченской войны. От аула не осталось ни одного дома…» (Шайхмагомед Вадудов «Центорой — надежда моя. „Верните нам веру в будущее“, — просят бывшие жители этого села».
Оку-Юрт принадлежал цонтароевскому роду Оки-некъе. В Оку-Юрте жили выходцы из Цонтароя, которые себя называли оки или оки-неки, то есть потомки Оку.
Об основании Оку-Юрта есть предание, которое говорит: Оку жил в Цонтарое. Женился на дагестанке. Она родила ему 12 сыновей. Когда сыновья выросли, Цонтарое им стало тесно жить. Тогда Оку взял собою своих шесть старших сыновей и ушел вниз по р. Гумс.

### Название тайпа и села
По поводу названия села чечен. «ЦӀоьнтара» существует несколько версий его происхождения.
По утверждению старейшин Центороя, название села происходит от имени чечен. Суьнтара (Синтар, Соьнтар), которое со временем трансформировалось в ЦӀоьнтара.
Уроженец Центороя, журналист и знаток истории села Абу-Езид Кушалиев, который в советский период долгое время работал редактором веденской районной газеты, в своей статье для чеченского детского журнала писал: «Ученые рассказывают, что первопоселенца села звали Синтар и его именем назвали село». Чеченский оригинал: чечен. «Дуьххьара юрт юьллуш охьахиинчу стеган цӀе Синтар хилла, цундела цуьнан цӀарах ю таръеш Синтара — юрт аьлла цунах бохуш а дуьйцу Ӏилманчаша".
Аргументы в пользу этой версии:
- один из сыновей чечен. КӀорни — родоначальника цонтароевской фамилии чечен. КӀорнинекъе, носил имя чечен. Суьнтар (Соьнтар); некоторые представители КӀорнинекъе произносят это имя как чечен. ЦӀоьнта(р)[6];
- традиция называть вновь основанные населённые пункты именами первооснователей (Гуни, Айт-кхалла, Эна-Кхалла, Ширда-Мохк[12].

В 1970—1980-е годы поэт Ахмад Сулейманов и филолог Каты Чокаев выдвинули версию, по которой название связано с именем древнечеченского языческого божества чечен. ЦӀу. К. Чокаев в своей работе, написанной на чеченском языке, пишет: чечен. «ЦӀуонтарой. ЦӀуонтара олучу юьртан цӀарах схьадаьлла и дош. Ишта юрт шиъ ю. Ножин — юьртан районехь ю и шиъ. Цу цӀеран орам ЦӀу боху хьалха заманахь вайнехан хилла волчу делан цӀе ю. Ткъа — та — р(а) — суффиксаш — дештӀаьхьенаш ю: -та (тӀе), — ра (цига — р, кхуза — ра и. дӀ.кх). Нохчийчоьнан дуккха а ярташкахь бехаш бу цӀонтарой. ЖӀайн а ю ЦӀунта олуш юрт".
«ЦӀу» значит «идол», «языческое божество». То есть, чечен. «ЦIунта» можно было бы истолковать как « К идолу».
Если в Центорое находилось языческое капище, где стоял идол (истукан), которому поклонялись как божеству ЦӀу, то должны были сохраниться следы нахождения этого капища в селе. Однако никаких материальных следов того, что в Центорое находилось языческого капище, до сих пор не обнаружено. Ни в преданиях центароевцев, ни в преданиях соседних сёл, в том числе и записанных капитаном Ив. М. Поповым, местным участковым приставом, ни в топонимике села Центарой нет свидетельств, которые указывали бы на то, что в селе находилось святилище ЦӀу.
А. Сулейманов помимо своей основной версии (о связи названия села с божеством ЦӀу) также допускал связь с названием дагестанского села Цунта, однако с исторической точки зрения это допущение беспочвенно.
В последнее время были выдвинуты и другие версии. Одна из них изложена в указанной статье Абу-Езида Кушалиева 2005 года. Согласно этой версии название села происходит от слов чечен. цӀена («чистый») и чечен. таро («состояние»). На чеченском языке: чечен. «Дуьххьара юрт юьллуш охьахиинчу стеган цӀе Синтар хилла, цундела цуьнан цӀарах ю таръеш Синтара — юрт аьлла цунах бохуш а дуьйцу Ӏилманчаша. Вукхара кху тайпана а дуьйцу: хьалха кхузахь ярташ ехкинчу нохчмахкахоша цӀена а, таро йолуш нохчий бу уьш, цундела юьртан цӀе ЦӀентарой (ЦӀонтарой) аьлла тиллина".
Совсем недавно[когда?] руководитель научно-образовательного центра нахских исследований Ибрагим Хабаев выдвинул версию о связи названия села с именем загадочного средневекового кавказского народа цанаров. По сообщению средневековых авторов, которых цитирует историк Хасан Бакаев, земля цанаров простиралась от окрестностей Тбилиси до «Аланских ворот» (Дарьяльского ущелья): «…между приграничной областью Тбилиси и уже упомянутой крепостью „Аланские ворота“ лежит царство Санария (Цанар), царь которого называется корискус (греческое хорэпископос), что является обычным титулом здешних царей… Они христиане. В этой стране они господствуют над многими народами. Санары утверждают, что они те, кого мы называли среди народов в стране Маариб (в Йемене)».

### Кавказская война
Начальник левого фланга Кавказской линии генерал-майор Фрейтаг, в дополнение рапорта своего о смерти Шуаиб-Муллы, помещенного в предыдущем журнале, донес, от 13-го марта, что Шамиль, узнав об этом убийстве, тотчас послал в Цонтери, где оно совершилось, 200 конных андийцев, чтобы арестовать некоторых почтенейших жителей за то, что они допустили совершиться преступлению. Жители Цонтери встретили андийцев выстрелами. Получив об этом сведение, Шамиль приказал скорее собрать партию и отправился сам в Цонтери, но жители и его не впустили. Начались переговоры. Между тем толпы Шамиля беспрестранно увеличивались и на другой день вечером жители, испуганные огромностью собираемой против них силы, а может быть, поверив обещаниям Шамиля, наконец сдались. Войдя в деревню, Шамиль отдал приказание истребить всех. Жители дрались отчаянно, но не могли спастись, и все 100 семейств, составлявших деревню, от 80-ти летнего старика до грудного ребёнка, как выражается генерал-майор Фрейтаг, погибли.
Не довольствуясь этим, Шамиль направился с своим [скопищем] к хуторам Гурдали и там также истребил всех жителей за то, что они не задержали убийц Шуаиб-Муллы, бежавших, как видно по следам, мимо означенных хуторов. [232]

Все движимое имущество убитого наиба, состоявшее из 35-ти крымских ружей, 4-х т. баранов, 500 штук рогатого скота, 60-ти буйволов и около 30-ти т. руб. (серебром). Шамиль взял себе…— 183. 1844 г. марта. — Из «Журнала военных происшествий на Кавказской линии и в Черномории с 17 до 21 марта» об истреблении Шамилем населения дер. Цонтери и хуторов Гурдали. www.vostlit.info. Дата обращения: 26 ноября 2024.